# Notacanthurus zhiltzovae
Notacanthurus zhiltzovae is een haft uit de familie Heptageniidae. De wetenschappelijke naam van de soort is voor het eerst geldig gepubliceerd in 1972 door Tshernova.
De soort komt voor in het Oriëntaals gebied.